# Josef Steinberger
Josef Steinberger (* 2. März 1874; † 7. März 1961) war ein österreichischer Pfarrer und Gründer von Bildungseinrichtungen für die bäuerliche Jugend in der gesamten Steiermark zu Beginn des 20. Jahrhunderts.

## Leben

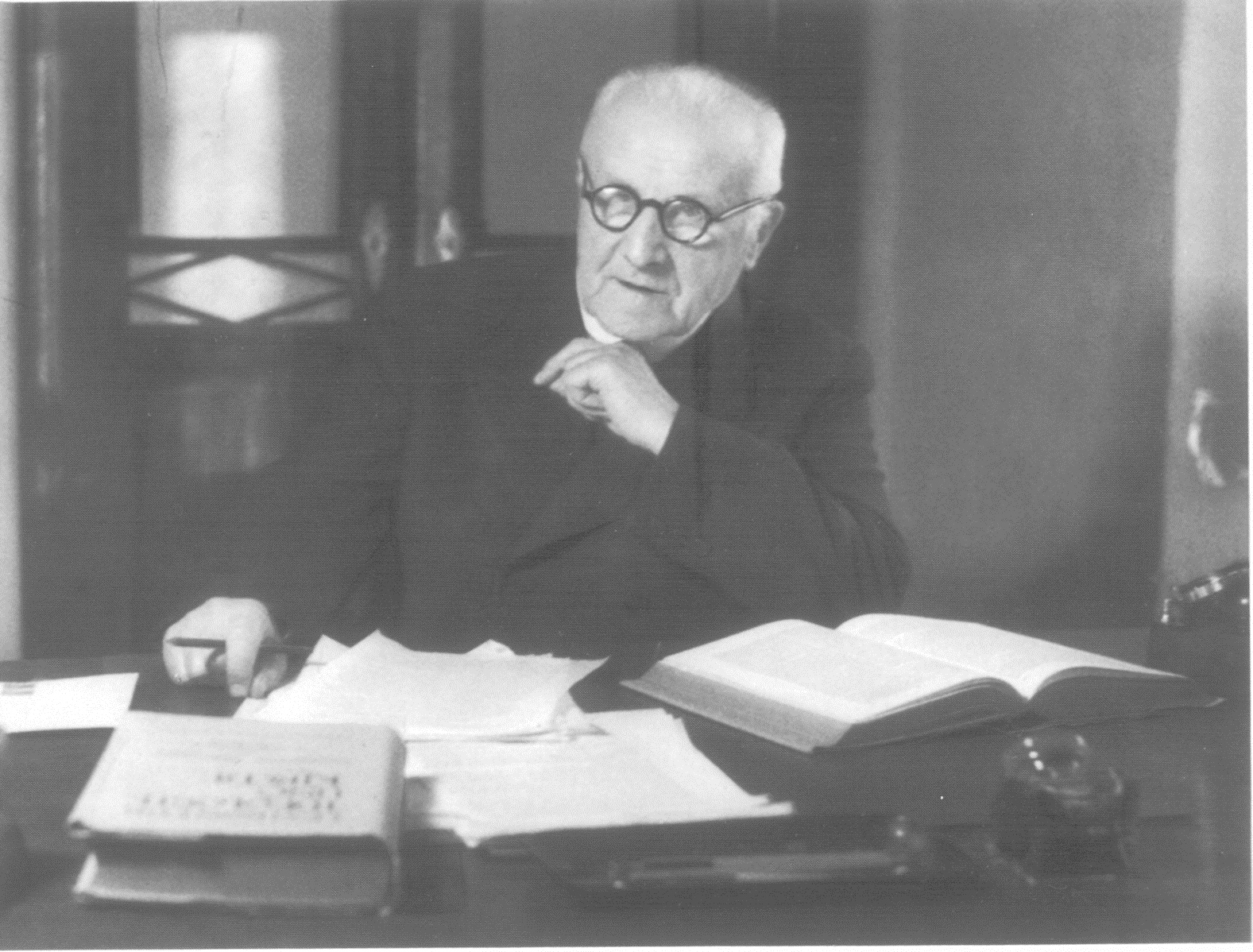
1948, Josef Steinberger in seinem Arbeitszimmer. Foto aus dem St. Martiner Archiv

Josef Steinberger wurde am 2. März 1874 in Aichdorf bei Fohnsdorf im Bezirk Judenburg im elterlichen Bauernhaus vulgo Baumgartner als erstes von zwei Kindern geboren. Am Traditionshof erfuhr Steinberger eine liebevolle Erziehung durch seine Mutter, zu der er zeitlebens eine enge Beziehung hatte. Das Verhältnis zum Vater hingegen war von Spannung und Schwierigkeiten geprägt. Schon vor der Geburt seines Sohnes hatte er festgelegt, dass Josef nach seiner Schulausbildung den Weg des Priesters einschlagen werde. Nach der Volksschule in Knittelfeld absolvierte er das Staatsgymnasium in Graz und begann danach im Jahr 1892 das Studium der Theologie an der Karl-Franzens-Universität Graz. Bereits während des Studiums setzte sich Steinberger mit Soziallehre auseinander und ging unter anderem der Frage nach, wie es zur Kirchenentfremdung in der Arbeiterschaft kommen konnte. 1896 empfing er das Sakrament der Priesterweihe. Danach wurde er in verschiedene Pfarren der Steiermark geholt, bevor 1904 die Versetzung nach Stubenberg erfolgte. 
Die sozialen Ungleichgewichte in der oststeirischen Bauernpfarre beschäftigten ihn dort im Besonderen.  Die Idee zur Bildung bäuerlicher Jugend entstand. Nach der Versetzung in den vorzeitigen Ruhestand 1912 aufgrund eines Ohrenleidens wurde er nach Graz berufen, wo er mit Hilfe von Befürwortern seine Bildungsidee in St. Martin auf- und auszubauen begann. Die politischen Unruhen nach Ende des Ersten Weltkrieges bewegten Steinberger dazu, kurzzeitig in die Politik zu gehen, um das Bestehen von St. Martin sichern zu können. Er ließ sich als Mandatar der Christlichsozialen aufstellen und wurde wenig später bei der Landtagswahl im Frühjahr 1919 zum Landesrat gewählt. Mit dem neu gewonnenen Einfluss gelang es ihm, ein vorzeitiges Aus des Volksbildungswerkes abzuwehren. Danach, 1920, verließ er die Landesregierung. In den folgenden Jahren verhalf er St. Martin, sich zu einer renommierten Bildungsinstitution mit internationaler Bekanntheit zu entwickeln. Mit Ausbruch des Zweiten Weltkrieges musste er St. Martin verlassen, nahm aber direkt nach 1945 erneut die Bildungstätigkeit im Schloss auf. Bis zu seiner Pensionierung 1950 – mittlerweile war Steinberger bereits 76 Jahre alt – leitete er mit unermüdlichem Einsatz die Geschicke von St. Martin. 
Im Laufe seines Lebens wurde Steinberger mehrfach für seine Verdienste geehrt: 1924 ernannte ihn die Steiermärkische Landesregierung zum Hofrat, 1928 erfolgte die Ernennung zum fürstbischöflichen Konsul. 1930 erhielt er von Bundespräsident Wilhelm Miklas das große Silberne Ehrenzeichen für Verdienste um die Republik Österreich. Kurz vor seinem Tod im Frühjahr 1961 wurde ihm die Ehre zuteil, die höchste Auszeichnung des Landes Steiermark, den goldenen Ehrenring, durch Landeshauptmann Josef Krainer verliehen zu bekommen.
Josef Steinberger starb am 7. März 1961 kurz nach Vollendung seines 87. Lebensjahres. Auf seinen Wunsch hin fand er seine letzte Ruhestätte auf dem Friedhof von St. Wolfgang bei Obdach unter einer großen Zirbe.

## Von der Idee zur Umsetzung
Josef Steinberger, ab 1904 Kaplan von Stubenberg, erlebte bei seiner Arbeit in der oststeirischen Bauernpfarre tagtäglich, welchen sozialen Nöten die Menschen ausgesetzt waren. Schon bei der Schulausbildung stellte er Mängel fest und kritisierte die schlechten Zustände, auf die die Kinder trafen. Neben den Jüngsten der Gesellschaft lag ihm der Bauernstand besonders am Herzen. Bei den vielen Hausbesuchen im Zuge seines Seelsorgedienstes überraschten ihn zum einen die materielle Armut der Menschen, zum anderen ihr mangelndes Wissen, etwa über Hygiene und Ernährung. Seine Mutter, selbst Bäuerin, ermutigte ihn immer wieder dazu, die Zustände des Bauernstandes zu verbessern. Denn als studierter Geistlicher sei er in der Lage, Einfluss zu nehmen. Steinberger erkannte die Notwendigkeit zu handeln und plante erste pädagogische Maßnahmen im Sinne von Bildung als Hilfe zur Selbsthilfe.
Der Grundgedanke für Steinbergers weitere Tätigkeiten war also schon früh gefasst: die Gründung und Ausgestaltung von Bildungseinrichtungen für die bäuerliche Jugend in der gesamten Steiermark, in der Volks- und Hauptschulkenntnisse gefestigt und erweitert werden sollten. Ziel war es, den jungen Bäuerinnen und Bauern ein möglichst fundiertes Wissen zu vermitteln, um die eigenen Betriebe erfolgreich führen zu können. In diesen Bildungswerken sollte neben Fach- und Theorieunterricht besonderes Augenmerk auf einen ergänzenden, nachholenden Unterricht im Bereich der Allgemeinbildung gelegt werden. Der Stubenberger Kaplan wollte die bäuerliche Bevölkerung nicht nur fachlich weitergebildet wissen, sondern ihr auch Kenntnisse in religiöser, lebenspraktischer und kultureller Bildung vermitteln.
Um das Bildungsangebot landesweit zur Verfügung stellen zu können – so Steinbergers Plan –, benötigte er die Hilfe der steirischen Lehrerschaft. Es brauchte mehrere kompetente und geschulte Lehrkräfte, um weiterhin Kurse abhalten zu können, zumal die Nachfrage stieg. Sein Anliegen wurde erhört, im Juli 1913 fand in der Anstalt der Schulschwestern in Eggenberg ein zweimonatiger „Erster Fachkurs für Lehrerinnen zur Einführung in die Leitung von beruflichen Fortbildungskursen für Mädchen des Kleinbauernstandes“ statt.

## Beginn des Volksbildungswerkes in St. Martin
Bevor die ersten Lehrpläne für den bäuerlichen Stand ausgearbeitet wurden, machten es sich Steinberger und seine Förderer zur Aufgabe, ein geeignetes Zentrum zu finden, das zum Mittelpunkt des Bildungsgedankens werden konnte. Bei ihrer Suche wurden sie in Strassgang bei Graz fündig: Das Schloss und Landwirtschaftsgut St. Martin, das sich seit 1144 im Besitz des Stiftes Admont befand, schien besonders geeignet zu sein. Zwar kam ein Verkauf für Admont nicht infrage, doch die Herren um Steinberger konnten einen Pachtvertrag ausverhandeln, der mit 15. Februar 1914 geschlossen wurde. Als Pächter stellte sich Charles Henry Graf von Bardeau zur Verfügung, ein Vertrauter Steinbergers. Umgehend zog Steinberger nach St. Martin und begann an Entwürfen für Vereinsstatuten zu arbeiten. Schließlich sollte seine Bildungsinitiative bald formalen Charakter besitzen.
Der überraschende Ausbruch des Ersten Weltkrieges im Juli 1914 bremste Steinberger vorerst bei der Umsetzung seiner Ideen. Er hielt aber trotz Schwierigkeiten an seinen Plänen fest, der geplante Kurs für Mädchen im Winter 1914/15 fand statt.
Kurz vor Ende des Weltkrieges fand der Erste Volkspädagogische Ferialkurs für Volksschullehrer mit 32 Teilnehmern im Herbst 1918 statt. Dies kann als offizieller Beginn der Bildungsarbeit in St. Martin angesehen werden.
Mit seinen Lehrangeboten wurde St. Martin allmählich zu einer einflussreichen Bildungsinstanz. Nicht nur die Teilnehmerzahl stieg stetig, sondern auch das Interesse an Steinbergers Bildungsidee selbst. Mithilfe von engagierten Lehrerinnen und Lehrern in den steirischen Bezirken verbreiteten sich die hauswirtschaftlichen (für Mädchen) und bäuerlichen (für Burschen) Kurse über das ganze Land. Planung und Organisation erfolgten von St. Martin aus, der „bäuerlichen Mutter-Volkshochschule“, die Durchführung jeweils dort, wo Nachfrage bestand und geeignete Pädagoginnen und Pädagogen vorhanden waren. Zwar fanden auch auf Schloss St. Martin selbst Kurse statt, insbesondere Lehrgänge für Lehrerinnen und Lehrer sowie Fachtagungen, doch die Bildung der Bauernjugend erfolgte großteils in den Außenstellen, den Fortbildungsschulen. Schließlich war es Steinbergers Grundgedanke, die Bildung möglichst nahe an das Bauerntum zu bringen. Jene Jugendlichen, für die der Weg nach St. Martin zu weit gewesen wäre, konnten somit am Unterricht teilnehmen. Jahr für Jahr kamen neue Fortbildungsschulen für die Bauern- und Landarbeiterjugend im ganzen Land hinzu, sodass 1921 und 1927 bereits 182 Kurse abgehalten wurden.